# Chariesthes kochi
Chariesthes kochi là một loài bọ cánh cứng trong họ Cerambycidae.